# 伊勢 (歌人)
伊勢（日语：／ Ise，872年? - 938年?），是日本平安時代的女性歌人。三十六歌仙、女房三十六歌仙之一。她是藤原北家真夏流伊勢守藤原继荫的女儿，故又称伊势之御（日语：／ Ise no go、伊勢之御息所（日语：／ Ise no miyasudokoro）。

## 生平
年轻时在宇多天皇的中宮藤原温子身边担任女房，与藤原仲平、藤原時平兄弟及平貞文有来往。后为宇多天皇寵愛并生下皇子，但不幸早殇。宇多天皇让位后，伊勢与皇子敦慶親王結婚，生下女儿中务。

## 和歌
伊势以其充满热情的恋歌著称，《古今和歌集》中收录其22首作品，之后的勅撰和歌集收录176首。她是《古今和歌集》、《後撰和歌集》（65首）、《拾遺和歌集》（25首）收录作品最多的女性歌人。
个人歌集为《伊勢集》。

## 脚注、参考
1. ↑  《勅撰作者部類》

## 関連
- 伊勢寺